# Огневой мешок
«Огневой мешок» — район местности, который заблаговременно назначен (путём пристрелки вооружения, подготовки личного состава и так далее) для ведения по нему массированного и сосредоточенного огневого воздействия с двух или трёх сторон.
«Огневой мешок» организуется в рамках системы огня подразделения как один из её элементов для нанесения противнику максимального урона в кратчайшее время. Может располагаться как перед передним краем дружественных войск, так и в глубине обороны.

## Тактика применения
«Огневой мешок», как форма организации огня, обычно используется в оборонительных боях для уничтожения вклинившихся частей противника и считается одним из наиболее эффективных способов противотанковой обороны. Это следует из того, что современная бронетехника, как правило, имеет ослабленные зоны в бронировании бортовых и кормовых проекций; помимо этого площадь бортовой проекции танка в среднем в два раза превышает площадь лобовой, что положительно сказывается на вероятности попадания при стрельбе в борт. Как следствие, одновременное ведение огня с нескольких направлений не оставляет экипажам бронемашин возможности, путём манёвра, подставить под огонь наиболее защищённые (лобовые) части своей техники, что значительно повышает результативность огневого воздействия.
Считается, что оптимальные размеры противотанкового «огневого мешка» должны быть примерно равны полуторной дальности действительного огня используемых противотанковых средств.